# Šavnik (vrh)
Šavnik (1574 mnm) je eden izmed vrhov, v bližini Soriške planine. Nahaja se severozahodno od planine, za vrhovoma Slatnik in Možic, ki se neposredno dvigujeta nad smučiščem.